# Amazonen-Polka
Amazonen-Polka (Amasonpolka), op. 9, är en polka av Johann Strauss den yngre.

## Historia
Den unge och ambitiöse Johann Strauss den yngre stod länge i skuggan av sin, än så länge, mer berömde och älskade fader, med vilken han konkurrerade. För att komma i rampljuset var han tvungen att komponera verk som slog an hos publiken med en gång. Inom den kategorin hamnar denna polka, vars titel Strauss hämtade från den grekiska mytologin och kvinnokrigarna amasoner. Verket framfördes under karnevalstiden i Sträußel-Saal i stadsdelen Josefstadt någon gång i januari 1845 (det exakta datumet har inte kunnat fastställas). Evenemanget gick dock tämligen spårlöst förbi, då Johann Strauss den äldre ännu dominerade på alla betydande musik- och dansställen under årets karnevalsfester.

## Om polkan
Speltiden är ca 2 minuter och 43 sekunder plus minus några sekunder beroende på dirigentens musikaliska tolkning.

## Weblänkar
- Dynastin Strauss 1845 med kommentarer om Amazonen-Polka.
- Amazonen-Polka i Naxos-utgåvan.